# Nils Thorsson
Nils Johan Thorvald Thorsson (24. oktober 1898 i Eslöv, Skåne – 25. oktober 1975 i København) var en dansk keramiker og maler, der var kunstnerisk leder af fajancefabrikken Aluminia 1933-1969 og af stentøjsafdelingen på Den kongelige Porcelænsfabrik 1949-1969.
Forældre: Fabrikant Nils Peter T. og Hanna Olsson. Dansk indfødsret 1910. Gift 6. juli 1924 på Frederiksberg med Kirsten Backer, født 16. marts 1902 på Frederiksberg, datter af grosserer Hans B. og Elisabeth Friis. Nils Thorsson og hustruen Kirsten ligger begravet på Egebæksvang Kirkegård.
Nils Thorssons navn kom frem, da han i 1925 udstillede en serie brogede fajancer (efterårsserie) belønnet med guldmedalje på verdensudstillingen i Paris. Omkring 1930 påbegyndte han en modernisering af begitte- og sprøjteteknikken og banede derved vej for en rationalisering af etelproduktionen; 1937 udførte han i samarbejde med teknikerne "det industrialiserede Stel", som på én gang opfylder tekniske og æstetiske krav. Med en række forskellige, gode dekorationer ("Sonja", "Solbrud", "Jenny" m.fl.).
I 1939 gav han tegning til et nyt stel uden dekoration: "Alma". Foruden stellene har T. tegnet modeller og dekorationer til vaser og skåle i fajance (Solbjerg, Bremerholm, Lustrefajance, Tenera og Baca), mat porcelæn og stentøj (Jungle samt arbejder i Solfatara, Clair de lune, Olivin, Dilou etc.). T.s ubændige lyst til at eksperimentere med nye glasurer og keramiske stofvirkninger har givet bemærkelsesværdige resultater; han forstod at dreje en krukke og havde en fin fornemmelse for form og dekoration. Hans motivverden var stor og spændte fra ren naturalisme til abstrakte, geometriske mønstre, udført enten malet eller i relief. I hans sikre, lette penselteknik spores ældgammel keramisk tradition og kultur. – Arbejder i Kunstindustrimuseet i Kbh., Den kgl. Porcelainsfabriks Museum, Victoria & Albert Museum i London, Nationalmuseet i Stockholm og Det keramiske Museum i Faenza. – Har illustreret Svend Poulsen: Roser (1941).

## Uddannelse
I lære på fajancefabriken Aluminia under Christian Joachim fra 1912; forb. til Akad. på Tekn. Sk. ; opt. sept. 1917, elev med afbrydelser til 1923. Rejser: 1922, 23, 26, 28, 29, 32 Italien; 1925 Paris; 1931, 37, 39, 48 England; 1950 Østrig. Udstillinger: Paris 1925, 32; Brooklyn 1927; Kunstn. Eft.1932, 37; Boku-Udst. 1934; Bruxelles 1935.

## Udmærkelser
- Guldmed., verdensudstillingen i Paris, 1925
- Æresdiplom, på verdensudstillingerne i Bruxelles i 1935 og Paris 1937 for sit stentøj.

## Stillinger
Ansat ved Fajancefabriken Aluminia fra 1912, overmaler ved samme 1930; kunstnerisk leder 1933, lærer ved Frederiksberg Tekniske Skole 1930-31; havde fra 1949 det kunstneriske tilsyn med stentøjsafdelingen på Den kgl. Porcelænsfabrik.